# خلدون المبارك
خلدون خليفة أحمد المبارك رائد أعمال إماراتي هو عضو المجلس التنفيذي لإمارة أبو ظبي وجهاز الشؤون التنفيذية في الإمارة كما أنه الرئيس التنفيذي لشركة مبادلة للتنمية. وُلد في أبوظبي عام 1976، وبدأ وهو في الحادية والعشرين من العمر مشواره كمدير للمبيعات في شركة ادنوك النفطية حتى عام 1998 ثم مدير للمشاريع في مجموعة أوفسيت حتى عام 2000 بعد ذلك استدعاه الشيخ محمد بن زايد آل نهيان وعيّنه نائباً للمدير التنفيذي في شركة دولفين للطاقة حتى عام 2003 وكان من القلة الذين بدوا ما بات يعرف فيما بعد بشركة شركة مبادلة للتنمية. كما يعد الوسيط الرئيسي بين أبو ظبي وبين قطاعات وشركات الدفاع في الدول الغربية.

## عائلته
خلدون المبارك هو ابن السفير الإماراتي خليفة أحمد عبد العزيز المبارك الذي اغتيل على يد من يعتقد أنهم مجموعة فلسطينية تتبع أبونضال في 8 فبراير / شباط 1984م. يُلقّب بـ «رجل كلِ شيء»، بسبب الأدوار الحقيقية والمتنوعة والمتعددة التي يقوم بها.

## بداياته
ينتمي خلدون المبارك إلى فئة الشباب التكنوقراط، حيث أنه من العائلات البارزة التي كانت مقربة دائمة من طبقات السلطة في أبوظبي، فجده الأكبر «عبد العزيز حمد المبارك» كان مستشارا للشيخ زايد بن خليفة آل نهيان «زايد الكبير»، ويُعرف بدوره الكبير في تأسيس النظام التعليمي الإماراتي بسبب مشاركته في تأسيس أول مدرسة في إمارة دبي، ثم جده المباشر، «أحمد بن عبد العزيز حمد المبارك» حيث كان قاضيا ورئيس دائرة الشريعة في إمارة أبوظبي، ووالده «خليفة بن أحمد المبارك»، الدبلوماسي البارز وسفير الإمارات السابق لدى السودان وسوريا وفرنسا. وقد تم اغتياله أثناء عمله سفيرا لأبو ظبي في باريس على يد جماعة أبو نضال الفلسطينية عام 1984.
كانت بداية أعمال خلدون المبارك في منصب مدير المبيعات في شركة بترول أبو ظبي الوطنية «أدنوك»، وفي مناصب وسيطة متعددة في مجموعة «أوفست الإمارات»، حدثت أول قفزة كبيرة في حياة المبارك المهنية مع توليه منصب نائب الرئيس التنفيذي لشركة دولفين للطاقة، كمكافأة له على الدور البارز الذي لعبه في التوصل إلى اتفاق لتصدير الغاز القطري إلى الإمارات.

## التعليم
بدأ خلدون تعليمه في مدرسة الجالية الأميركية في أبو ظبي، وتخرج في عام 1993. درس المبارك تخصص الاقتصاد والمالية من جامعة تافس في بوسطن ضمن في منحة دراسية

## المناصب التي يتولاها
- عضو المجلس التنفيذي لإمارة أبوظبي عن جهاز الشؤون التنفيذية [5]
- نائب رئيس مجلس إدارة شركة التكنولوجيا العالمية للذكاء الاصطناعي MGX
- الرئيس التنفيذي والعضو المنتدب لشركة مبادلة للتنمية
- عضو في مجلس أبوظبي للتطوير الاقتصادي
- رئيس مجلس إدارة مركز إمبريال كولدج لندن لعلاج وأبحاث السكري في أبوظبي[6]
- رئيس مجلس إدارة هيئة المنطقة الإعلامية في أبوظبي
- مدير شركة أبو ظبي لإدارة رياضات السيارات
- رئيس مجلس إدارة بنك أبوظبي التجاري
- رئيس مجلس إدارة مجموعة سيتي لكرة القدم.[1]
- رئيس مجلس إدارة مؤسسة الإمارات للطاقة النووية.
- الرئيس التنفيذي شركة مبادلة للتنمية [5]
- رئيس مجلس إدارة شركة الإمارات العالمية للألمنيوم
- المبعوث الخاص لرئيس الدولة لدى جمهورية الصين الشعبية
- المجلس الأعلى للبترول

كما شارك في تأسيس مجلس الأعمال الأمريكي الإماراتي، ومجلس الأعمال الإماراتي الكوري، ولجنة الحوار الإستراتيجي الإماراتي-الفرنسي، ويشارك في رئاسة مُلتقى أبو ظبي- سنغافورة المشترك، وهو عضو مجلس أُمناء جامعة زايد.

## جوائز واوسمة
- وسام نجمة التضامن الإيطالي
- رتبة الإمبراطورية البريطانية
- نيشان الاستحقاق للخدمة الدبلوماسية في كوريا الجنوبية
- حصل المبارك على جائزة منتدى قيادة الأعمال الآسيوي (ABLF) في عام 2016.[7] تم اختياره كواحد من أكثر 100 شخصية عربية تأثيرًا وقوة في العالم في عامي 2017 [8] و2018 من قبل مجلة أريبيان بزنس.[9]

## عائلته وحياته الشخصية
أخته هي رزان خليفة المبارك هي العضو المنتدب لهيئة البيئة - أبوظبي، وأخوه محمد خليفة المبارك رئيس دائرة الثقافة والسياحة في أبوظبي
متزوج من نادية سحويل (المبارك). حيث التقى بها في المدرسة الثانوية ولديهما ثلاثة أطفال. تدير نادية وهي من أصول فلسطينية نادي يوجا وبيلاتس ونادي رقص يدعى Bodytree Studio في أبوظبي مع والدتها.

## قالوا عنه
- يقول عنه (كريستوفر دافيدسون، مؤلف كتاب «ما بعد الشيوخ.. الانهيار القادم لممالك الخليج») «خلدون المبارك هو رئيس الوزراء الحقيقي لأبو ظبي» [5] خلدون المبارك تاج أقتصاد أو مايسمى خلدون مالك أقتصاد والتطور
- "خلدون المبارك هو واجهة أبو ظبي إلى العالم.. لديه تفويض كامل من ولي العهد ويمكنه التدخل كلما دعت الحاجة". (صحيفة نيويورك تايمز)[1]

## أنظر أيضًا
شركة الإمارات للصناعات الدفاعية EDIC

## روابط خارجية
- خلدون المبارك.. حامل مفاتيح الخزائن الإماراتية - ميدان